# トーマス・ソーバー
トーマス・フランシス・ソーバー（Thomas Francis Sorber, 2005年12月25日 - ）は、アメリカ合衆国ニュージャージー州トレントン出身のバスケットボール選手。ポジションはパワーフォワードまたはセンター。

## 経歴

### ハイスクール
高校2年目のシーズンに平均16.5得点を記録。
主要サイトから4つ星評価を受け、ジョージタウン大学へ進学した。

### カレッジ
1年目の2024-25シーズンは24試合に出場して平均14.5得点、8.5リバウンド、2.0ブロックを記録。シーズン終了後に2025年のNBAドラフトへアーリーエントリーした。

### オクラホマシティ・サンダー
2025年のNBAドラフトにて1巡目全体15位でオクラホマシティ・サンダーから指名された。

## 個人成績

### カレッジ
| シーズン | チーム         | GP | GS | MPG  | FG%  | 3P%  | FT%  | RPG | APG | SPG | BPG | PPG  |
| -------- | -------------- | -- | -- | ---- | ---- | ---- | ---- | --- | --- | --- | --- | ---- |
| 2024–25  | ジョージタウン | 24 | 23 | 31.3 | .532 | .162 | .724 | 8.5 | 2.4 | 1.5 | 2.0 | 14.5 |